# Silas Finn
Silas Finn è un personaggio immaginario protagonista di una omonima serie a fumetti italiana per ragazzi, di genere western/umoristico, creata nel 1979 da Tiziano Sclavi e disegnata da Giorgio Cavazzano. Insieme alla più celebre Altai & Jonson, è una delle principali collaborazioni tra Sclavi e Cavazzano.

## Storia editoriale
La serie esordì nel mercato tedesco nel 1979, e la prima pubblicazione avvenne in Germania il 26 luglio del 1979, sulla rivista a fumetti Zack, n. 16, e distribuita anche in Belgio, Francia, Lussemburgo e Olanda. Dopo le prime storie, tuttavia, Tiziano Sclavi cede il proprio incarico allo sceneggiatore François Corteggiani, sempre disegnate da Cavazzano.
Vennero realizzati numerosi episodi di varia lunghezza pubblicati inizialmente in Germania e solo alcuni in Italia pubblicati sul Messaggero dei Ragazzi a partire dal 1985 e, qualche anno dopo, riproposte sulla rivista Magic Boy. Nel 1992 è uscito il volume cartonato Il West di Silas Finn, edito da Massimo Baldini Editore nella collana "Moby Dick", che riunisce tre avventure realizzate dalla coppia Sclavi/Cavazzano: "Caccia al tesoro", "Intervista a Buffalo Bill" e "Scoop al Promontory Point".

## Personaggi e comprimari
Il protagonista - in origine chiamato Peter O'Pencil - è un inviato del giornale Boston Tribune e, al fine di poetr scrivere i suoi articoli, si ritrova a vivere avventure spesso insieme al fotografo B. J. Crocker e con una moltitudine di personaggi come la redazione del giornale e avversari come il misterioso Malabar intenzionato a uccidere il reporter.